# Krokowo (Jeziorany)
Krokowo (deutsch Krokau) ist ein Ort in der polnischen Woiwodschaft Ermland-Masuren. Er gehört zur Gmina Jeziorany (Stadt-und-Land-Gemeinde Seeburg) im Powiat Olsztyński (Kreis Allenstein).

## Geographische Lage
Krokowo liegt in der nördlichen Mitte der Woiwodschaft Ermland-Masuren, 32 Kilometer südwestlich der früheren Kreisstadt Rößel (polnisch Reszel) bzw. 23 Kilometer nordöstlich der heutigen Kreismetropole und auch Woiwodschaftshauptstadt Olsztyn (deutsch Allenstein).

## Geschichte

### Ortsgeschichte
1350 ist das Gründungsjahr von Krock – vor 1785 Krockau genannt: Am 1. Juni 1350 gab es eine Verschreibung über das Dorf. Sie wurde am 9. Juli 1566 erneuert.
Als königliches Dorf mit 49 Feuerstellen wurde das Dorf im Jahre 1785 erwähnt, als königliches Bauerndorf mit 61 Feuerstellen bei 300 Einwohnern im Jahre 1820.
Am 9. Juli 1874 wurde Krokau ein Amtsdorf und damit namensgebend für einen Amtsbezirk im ostpreußischen Kreis Rößel. Er bestand bis 1945.
713 Einwohner zählte Krokau im Jahre 1885,  673 waren es im Jahre 1910, 582 im Jahre 1933 bzw. 535 im Jahre 1939.
Als 1945 in Kriegsfolge das gesamte südliche Ostpreußen an Polen abgetreten wurde, erhielt Krokau die polnische Namensform „Krokowo“. Heute ist das Dorf eine Ortschaft innerhalb der Stadt-und-Land-Gemeinde Jeziorany (Seeburg) im Powiat Olsztyński (Kreis Allenstein), von 1975 bis 1998 der Woiwodschaft Olsztyn, seither der Woiwodschaft Ermland-Masuren zugeordnet. Im Jahre 2021 zählte Krokowo 223 Einwohner.

### Amtsbezirk Krokau (1874–1945)
Zum Amtsbezirk Krokau gehörten ursprünglich vier Orte, am Ende waren es aufgrund struktureller Veränderungen noch drei:
| Deutscher Name | Polnischer Name | Anmerkungen                                         |
| -------------- | --------------- | --------------------------------------------------- |
| Krokau         | Krokowo         |                                                     |
| Lekitten       | Lekity          |                                                     |
| Vierhuben      | Czwórka         | ca. 1889 in die Stadtgemeinde Seeburg eingegliedert |
| Zehnhuben      | Kostrzewy       |                                                     |

## Kirche
Bis 1945 war Krokau in die evangelische Kirche Seeburg (Ostpreußen) in der Kirchenprovinz Ostpreußen der Kirche der Altpreußischen Union, außerdem in die römisch-katholische St.-Bartholomäus-Kirche Seeburg im damaligen Bistum Ermland eingepfarrt. Im Dorf steht eine der Maria Magdalena geweihte Kapelle, die 1914 an der Stelle einer älteren Kapelle errichtet wurde.
Heute gehört Krokowo ebenfalls zur katholischen Kirche in Jeziorany, die nun aber zum Erzbistum Ermland gehört. Evangelischerseits gehört das Dorf zur Christus-Erlöser-Kirche Olsztyn (Allenstein) in der Diözese Masuren der Evangelisch-Augsburgischen Kirche in Polen.

## Verkehr
Krokowo liegt an einer Nebenstraße, die bei der Stadt Jeziorany (Seeburg) von der Woiwodschaftsstraße 595 abzweigt und in dem Ort endet. Außerdem führen zwei Nebenstraßen von Lamkowo (Groß Lemkendorf) bzw. von Gradki (Gradtken) und Frączki (Fleming) nach Krokowo.
Eine Anbindung an den Bahnverkehr besteht nicht.